# Johanna Frelin
Johanna Katarina Frelin, född 18 juni 1969, är en svensk TV-chef och utbildningschef.

## Karriär
Frelin studerade media vid Luther College i USA och tog 2005 en MBA vid Handelshögskolan.

### SVT
Hon började praktisera på SVT och skulle senare arbeta på SVT:s barn- och ungdomsavdelning. Under sin tid där var hon bland annat producent för program som Veras vrickade värld, Feber och REA. Hon blev senare programchef för barn och ungdom vid SVT Fiction i Stockholm.
Under 2003 sjösatte SVT en ny organisation som bland annat innebar sex nya poster som genrechefer. Frelin utsågs till genrechef för barn och ungdom. Hon blev senare chef för SVT Utveckling.
I november 2006 utsågs hon till Eva Hamiltons efterträdare som chef för SVT Fiktion, en post som snart skulle benämnas "Allmän-tv-chef Stockholm". I samband med en omorganisation 2008 blev hon chef för den nya allmän-tv-avdelningen som nu omfattade alla SVT:s produktionsorter.

### Efter SVT
Efter åtta år i företagets ledning lämnade hon SVT under 2011. Istället blev hon från den 9 mars 2011 vd för utbildningsföretaget Hyper Island. Under 2015 var hon även styrelseledamot i FPG Media (som gav ut tidningen Fokus) och Studieförbundet Näringsliv och Samhälle.
Den 1 januari 2016 tillträdde hon rollen som vd för arkitektföretaget Tengbom.
Sedan den 13 januari 2020 är Johanna Frelin vd för Riksbyggen.

## Övrigt
Den 31 oktober 2013 utsågs Frelin till Årets vd i kategorin små företag.

## Källhänvisningar
1. ↑  Libris, Kungliga biblioteket, 1 juli 2013, Libris-URI: 1zcgn2nk3cks59w, läst: 24 augusti 2018.[källa från Wikidata]
2. ↑  ”SVT:s nya genrechefer utnämnda”. Resumé. 22 april 2003. Arkiverad från originalet den 22 december 2014. https://web.archive.org/web/20141222135159/http://www.resume.se/nyheter/2003/04/22/svt-s-nya-genrechefer-utnam/.
3. ↑  Frelin och Peterssohn till Fokus, Resumé, 12 februari 2015
4. ↑  Johanna Frelin till SNS styrelse, Resumé, 19 maj 2015
5. ↑  ”Branschprofilen - Johanna Frelin, vd, Tengbom”. www.byggnyheter.se. Arkiverad från originalet den 8 mars 2019. https://web.archive.org/web/20190308080933/http://www.byggnyheter.se/20190307/21975/branschprofilen-johanna-frelin-vd-tengbom. Läst 7 mars 2019.
6. ↑  Johanna Frelin blir ny vd för Riksbyggen, Riksbyggen, 15 juli 2019
7. ↑  Vd:n Johanna Frelin lämnar Tengbom, Arkitekten, 9 augusti 2019
8. ↑  ”Omskriven före detta tv-chef prisas för sitt ledarskap”. Svenska Dagbladet. 1 november 2013.